# Romain Gary
Romain Gary (nascido Roman Kacew; Vilnius, Lituânia, 8 de maio de 1914 — Paris, França, 2 de dezembro de 1980), foi um romancista, piloto da Segunda Guerra Mundial, diretor de cinema e diplomata francês. 
Como escritor usou os pseudónimos Émile Ajar, Fosco Sinibaldi, Shatan Bogat, René Deville e Lucien Brûlard, e foi o único escritor a receber duas vezes o Prêmio Goncourt, em 1956 e 1975 (nesta última vez sob o pseudônimo de Émile Ajar). 

## Morte
Suicidou-se em Paris com arma de fogo, meses depois de ter denunciado o FBI pela morte da esposa, a atriz Jean Seberg.

## Obra
incompleta

### Como Romain Gary
- L'Éducation européenne (1945)
- Tulipe (1946)
- Le grand vestiaire (1948)
- Les couleurs du jour (1952, filmado com The Man Who Understood Women 1959)
- As Raízes do Céu - no original Les racines du ciel (1958, filmado como The Roots of Heaven, 1958)
- Promessa ao amanhecer - no original  La promesse de l'aube (1960)
- Johnie Coeur (1961)
- Gloire à nos illustres pionniers (1962)
- Lady L. (1963)
- The ski bum (1965)
- Pour Sganarelle (1965) essay
- Les mangeurs d'étoiles (1966)
- La danse de Gengis Cohn (1967)
- La tête coupable (1968, filmado com Les Faussaires, 1994)
- Adieu Gary Cooper (1969, versão adaptada de The ski bum)
- Chien blanc (1970)
- Les trésors de la Mer Rouge (1971)
- Europa (1972)
- Les enchanteurs (1973)
- La nuit sera calme] (1974)
- Au-delà de cette limite votre ticket n'est plus valable (1975)
- Clair de femme (1977)
- Charge d'âme (1977)
- La bonne moitié (1979)
- Les clowns lyriques (1979)
- Les cerfs-volants (1980)
- Vie et mort d'Émile Ajar (1981, postum)
- L'homme à la colombe (1984, postum)

### Como Émile Ajar
- Gros calin (1974)
- A Vida à sua frente - no original La vie devant soi (1975)
- Pseudo (1976)
- L'Angoisse du roi Salomon (1979)

### Como Fosco Sinibaldi
- L'homme à la colombe (1958)

### Como Shatan Bogat
- Les têtes de Stéphanie (1974)

### Como roteirista
- The Roots of Heaven (1958)
- The Longest Day (1962)